# Dégivrage (aéronautique)
Pour les articles homonymes, voir Dégivrage.

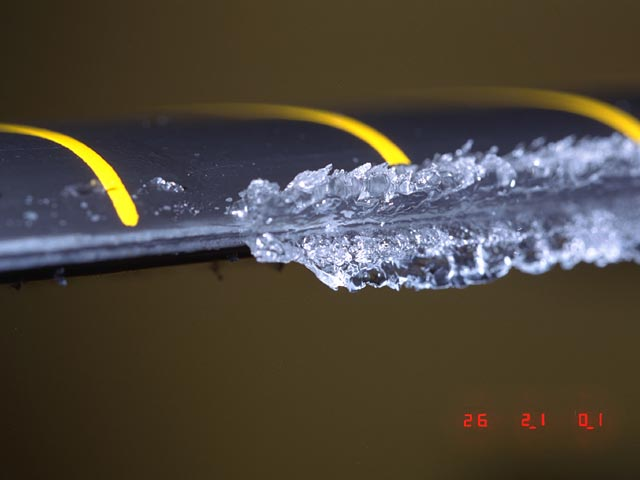
Cristaux de glace se formant sur le bord d'attaque d'une pale de rotor principal, dans un tunnel de givrage expérimental de la NASA.

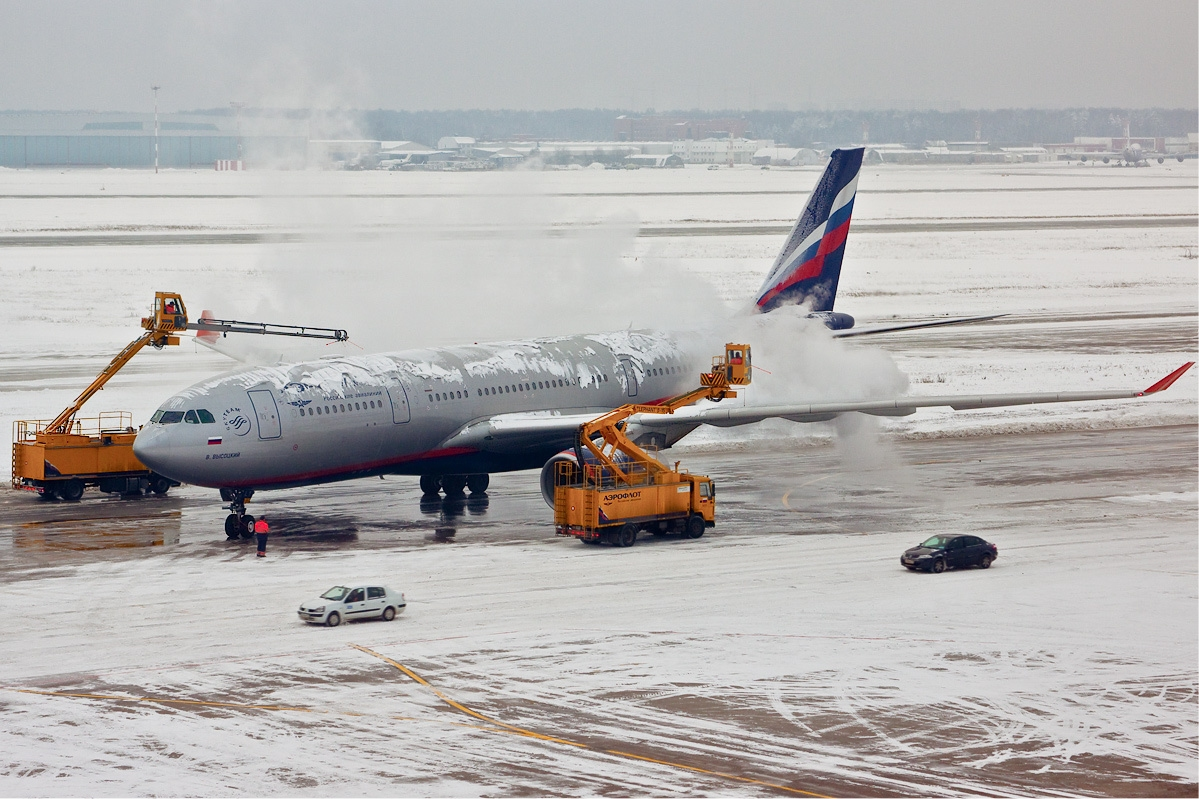
Dégivrage d'un avion d'Aeroflot.

Dans l'aéronautique, le dégivrage consiste à retirer la glace et le givre accumulés sur les avions et l'anti-givrage s'attache à éviter la formation de glace nouvelle.
Le dégivrage peut être obtenu par des méthodes mécaniques comme le simple grattage ; par application de chaleur ; par l'utilisation de produits chimiques liquides ou secs conçus pour abaisser le point de congélation de l'eau (différents sels ou saumures, alcool, glycol etc.) ou bien encore par combinaison de ces techniques.
L'anti-givrage est effectué par application d'une couche de protection à l'aide de fluides anti-glace.

## Nécessité du dégivrage

### Au sol

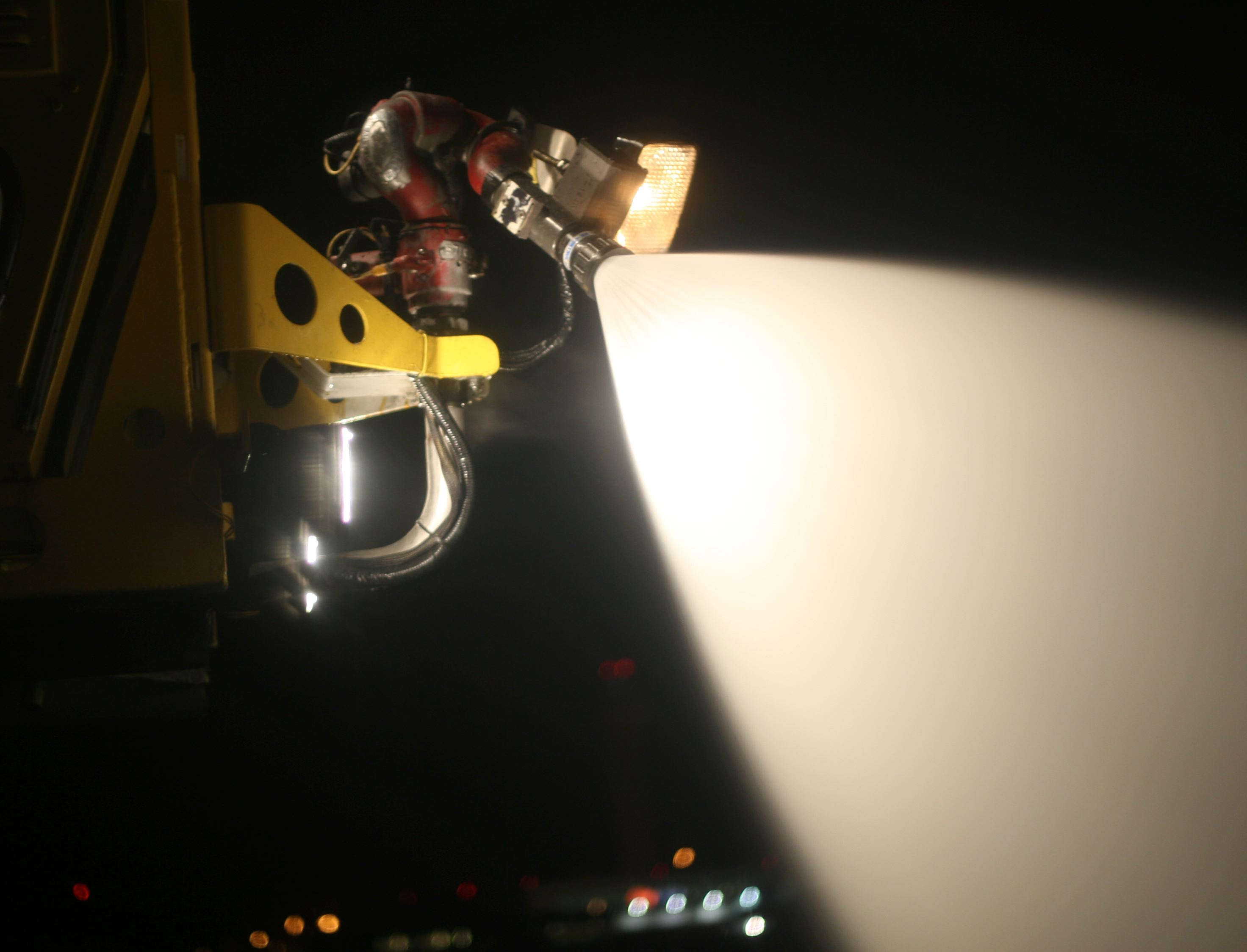
Projection de produit de dégivrage, et de protection contre le givre (antigivrage).

Au sol, en cas de conditions de gel et de précipitations, il est nécessaire de dégivrer avant le départ. L'opération consiste à évacuer la neige et le verglas sur le fuselage, les ailes, l'empennage. Le but n'est pas seulement de débarrasser l'avion de cette masse d'eau gelée, mais de faire retrouver aux surfaces leur profil d'origine. Il faut aussi assurer de la visibilité : le pare-brise du poste de pilotage est traité, ainsi que les hublots de la cabine, nécessaires à la vérification de la propreté des extrados par l'équipage technique. Les issues de secours sont également traitées. 
Un retardateur de givrage peut être appliqué. Son efficacité est fonction des conditions du jour, et le décollage doit avoir lieu dans le temps imparti,.

### En vol

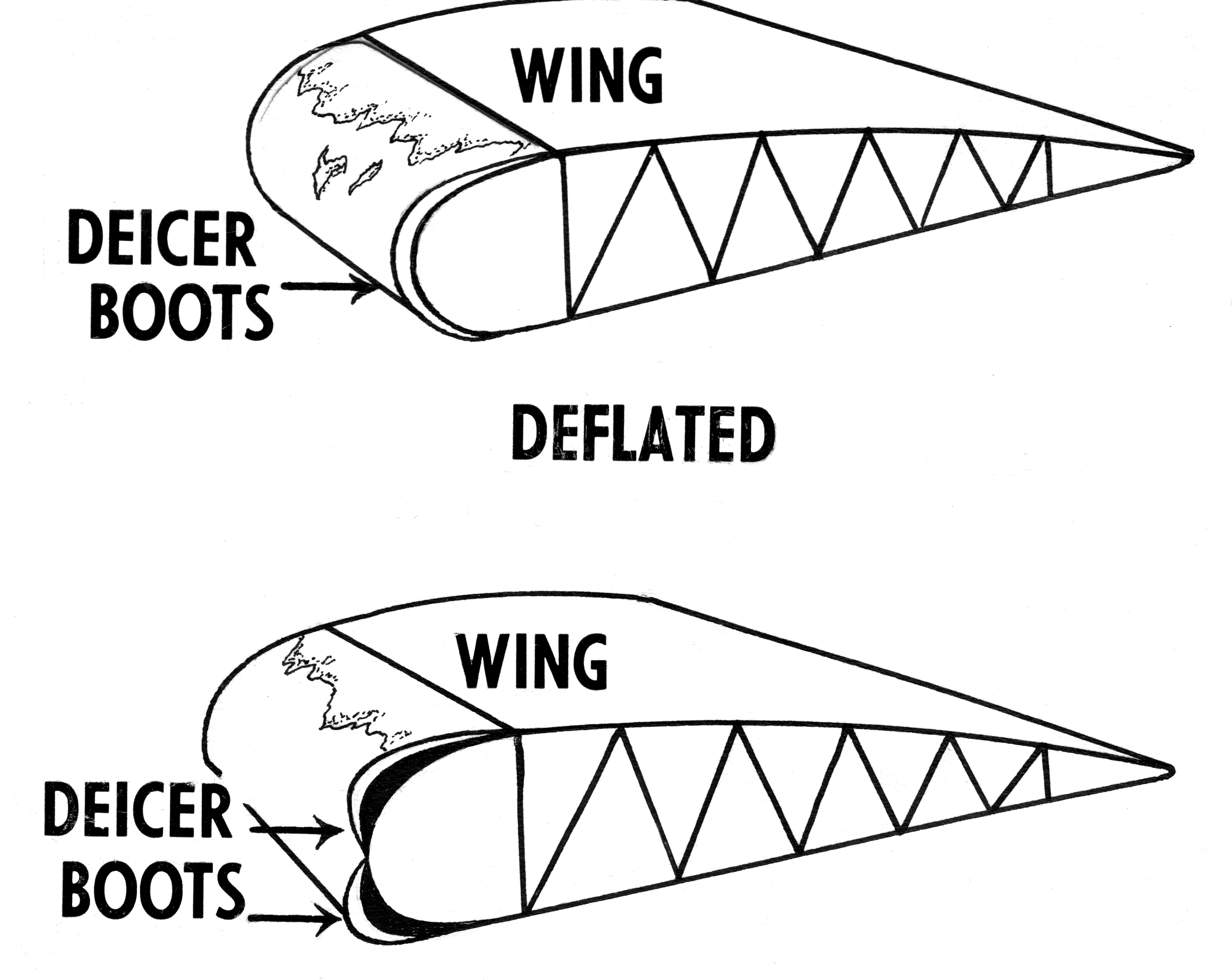
Système de dégivrage à base de boudins pneumatiques qui cassent la glace sur les bords d'attaques.

En vol, les appareils peuvent rencontrer les gouttelettes d'eau en surfusion qui sont souvent présentes dans les nuages stratiformes et les cumulus. Celles-ci se transforment en verglas au contact de la paroi des avions, perturbant le flux d'air aérodynamique sur les ailes, ce qui diminue la portance.  
Afin de pallier ce phénomène en vol, les avions sont équipés de systèmes d'antigivrage ou de dégivrage. Quatre techniques sont utilisées : 
- des systèmes de réchauffage électrique ;
- des systèmes de réchauffage par air ;
- des systèmes mécaniques à base de boudins qui se gonflent sur les bords d'attaques des surfaces portantes pour casser la glace ;
- des systèmes TKS (Tecalemit-Kilfrost Sheepbridge Stokes) qui diffusent un liquide de dégivrage au travers de micropores sur les bords d'attaques des surfaces portantes pour empêcher la glace de se former et/ou d'adhérer.

## Méthodes de dégivrage

### Glycol
Sur le terrain, le dégivrage se fait généralement par pulvérisation d'un liquide de dégivrage à base de propylène glycol (PG) semblable à l'antigel à base d'éthylène glycol (EG) utilisé dans certaines automobiles comme liquide de refroidissement caloporteur. L'éthylène glycol est utilisé dans l'aéronautique dans certaines parties du monde en raison de sa température minimale d'utilisation inférieure à celle du propylène glycol (EG: -13 °C ; PG:-59 °C).
Malgré tout, le PG doit pouvoir être utilisé au travers d'un système de confinement permettant de retenir le liquide, de sorte qu'il ne puisse s'infiltrer dans le sol et les cours d'eau. En effet, bien que considéré comme non toxique celui-ci a des effets négatifs pour le milieu aquatique dans la mesure où sa décomposition consomme de l'oxygène au détriment des espèces vivantes du milieu. Une fois pourtant, les très importantes chutes de neige survenues dans la région d'Atlanta aux États-Unis en janvier 2002 ont provoqué un débordement et une contamination de la rivière Flint en aval de l'aéroport d'Atlanta.
De nombreux aéroports recyclent les fluides utilisés pour le dégivrage en les débarrassant des résidus de glace et de l'eau.

### Les différents liquides
Il existe de nombreux types de liquides de dégivrage en deux catégories principales :
- Les fluides de dégivrage, composés de glycol réchauffé dilué dans de l'eau et utilisés pour le dégivrage et pour retirer la neige, aussi appelés fluides newtoniens.
- Les fluides d'anti-givrage, composés de propylène glycol non chauffé et non dilué mais épaissi, utilisés pour retarder la formation de la glace ou son accumulation, et dénommés fluides non newtoniens.

Si les fluides anti-givrage permettent de prévenir le développement de glace au sol, lorsque ces fluides sont soumis à une force de cisaillement (comme un flux d'air à la surface du liquide ou une accélération en vue d'un décollage) leur rhéologie entière est modifiée et ils finissent par devenir sensiblement plus minces. Dans certains cas, les deux types de fluide sont appliqués en une procédure en deux temps : celui de dégivrage pour retirer les morceaux de glace, suivi du fluide épaissi d'anti-givrage pour prévenir une formation de glace avant le décollage,,,.
Pour sa part, le  méthanol a été utilisé en tant que dégivrant pour les petits appareils de la moyenne aviation civile et généralement appliqué à l'aide de simples pulvérisateurs à main. Celui-ci a cependant un usage limité, n'étant efficace que sur le givre et la glace légère.
La bétaïne est utilisée en Suisse sur les aérodromes militaires pour leur dégivrage rapide en hiver.